# Конзул (дипломатија)
Конзул је државни службеник (consules missi) или стални службеник државе која их шаље на службу у иностранство ради обављања искључиво конзуларних функција и начелно је из реда њених држављана, или конзул изабрани на лицу места  који стално бораве у држави и месту свог конзуларног седишта.
Према начину избора и функцији коју обављају у складу са утврђеним рангом представништва конзули могу бити каријерни или државни и почасни.

## Конзуларна представништва
Конзуларна представништва су сталне дипломатске мисије које се оснивају у другим државама, и могу бити основана у рангу генералних конзулата, конзулата, вицеконзулата и конзуларних агенција, у зависности од обима билатералних односа, обима економске сарадње и бројности дијаспоре.
Конзуларна представништва могу бити основана у рангу генералних конзулата, конзулата, вицеконзулата и конзуларних агенција, у зависности од обима билатералних односа, обима економске сарадње и бројности дијаспоре.
Уколико у страној држави нека држава нема амбасаде или она није у могућности да обавља своје дужности, конзуларно представништво, по овлашћењу министра спољних послова, и претходно сачињеног споразума са државом пријема, може да преузме одређене дипломатске функције из надлежности амбасаде.

## Каријерни конзул
Конзула обавља оне послове из делокруга Министарства које га је на ову дужност поставило, а који спадају у конзуларне функције предвиђене међународним уговорима и дипломатско-конзуларном праксом.
У обављању послова из свог делокруга, конзул поступа у складу са Уставом, законима, општеприхваћеним правилима међународног права и потврђеним међународним уговорима и подзаконским општим актима, као и по директивама министра спољних послова и у складу са тим директивама датим инструкцијама и упутствима руководилаца надлежних унутрашњих јединица Министарства, као и амбасадора акредитованог у држави пријема.
По правилу, конзул одржава односе са централним органима државе пријема преко амбасаде држава који заступа у тој држави, а када то изричито допуштају међународни споразуми или закони и пракса државе пријема, конзул може комуникацију вршити и непосредно.

## Почасни конзул
Функцију државног конзула не треба поистовећивати са функцијом почасни конзул, јер је ова дипломатска институција — конзул изабрани на лицу места (consules electi) који стално бораве у држави и месту свог конзуларног седишта, најчешће се баве трговином или неким другим корисним занимањем. Углавном су држављани државе пријема, док су у пракси јако ретко и држављани неке треће државе или државе именовања.
Влада на предлог министра и уз сагласност државе пријема, може за почасног конзула поставити лице, без обзира на држављанство, које у својој држави ужива углед и жели да заступа интересе државе која га на ту функцију предлаже.
Функције, односно конзуларне послове које почасни конзул може да обавља на свом конзуларном подручју и права и дужности почасног конзула у обављању функције, односно конзуларних послова прописује министар иностраних послова државе за чије потреба обавља ту функцију.
Почасни конзул дужан је да обавља своје функције сагласно политици и ставовима Владе и на основу инструкција шефа сталне дипломатске мисије у држави пријема, односно руководиоца надлежне унутрашње јединице Министарства иностраних послова.